# 2019 у Тернополі
| Роки в Тернополі: ← · 2000 · 2001 · 2002 · 2003 · 2004 · 2005 · 2006 · 2007 · 2008 · 2009 · 2010 · 2011 · 2012 · 2013 · 2014 · 2015 · 2016 · 2017 · 2018 · 2019 · 2020 · 2021 · 2022 · 2023 · 2024 Див. також: XIX століття · XX століття |

## Річниці

### Річниці заснування, утворення
- 4 грудня — 80 років тому постановою Президії Верховної Ради УРСР на території Західної України створено шість областей, серед них — Тернопільську з центром у м. Тернополі (1939).

### Річниці від дня народження
- 2 січня — 70 років від дня народження української економістки, педагога, кандидатки економічних наук Ольга Білоус (нар. 1949).
- 3 січня — 70 років від дня народження українського поета, критика, літературознавця, перекладача Володимира Кухалашвілі (1949—2006).
- 4 січня — 60 років від дня народження українського педагога Марії Ростоцької (нар. 1959).
- 27 січня — 120 років від дня народження українського кооператора, громадського діяча Івана Носика (1899—1989).
- 12 березня — 50 років від дня народження українського спортсмена, підприємця, мецената Костянтин Станько (нар. 1969).
- 17 березня — 230 років від дня народження українського теолога, філософа Вінцента Бучинського (1789—1859).
- 21 березня — 150 років від дня народження українського лікаря, ученого у галузі медицини Владислава Шимоновіча (1869—1939).
- 26 березня — 60 років від дня народження українського історика, археолога Олега Гаврилюка (нар. 1959).
- 4 квітня — 60 років від дня народження українського спортсмена (греко-римська боротьба), тренера-викладача Миколи Ткачука (нар. 1959).
- 11 квітня — 130 років від дня народження польського ученого-правознавця Людвіка Ерліха (1889—1968).
- 29 квітня — 70 років від дня народження української скрипальки, педагога Ярослави Рівняк (1949—2018).
- 60 років від дня народження українського спортсмена (греко-римська боротьба) Юрія Варибруса (1959—1992).
- 5 травня — 50 років від дня народження українського тренера-вихователя, спортсмена (бокс), майстра спорту Віктора Воловика (нар. 1969).
- 19 червня — 100 років від дня народження українського фармацевта, громадської діячки Олександри Боднар-Бучинської (нар. 1919).
- 21 липня — 130 років від дня народження української громадської діячки, меценатки Євдокії (Єви) Сташків (1889—1977).
- 25 серпня — 70 років від дня народження українського громадського діяча, економіста, господарника Анатолія Жукінського (1949—2017).
- 29 серпня — 125 років від дня народження українського релігійний діяч, священник УГКЦ Мирона Кордуби (1894—1980).
- 7 вересня — 140 років від дня народження українського педагога, громадського діяча Олександра Бойцуна (1879—1949).
- 31 жовтня — 120 років від дня народження українського релігійного діяча УГКЦ, старшини УГА Героніма Грицина (1899—1965).
- 2 листопада — 50 років від дня народження української естрадної співачки Оксани Пекун (нар. 1965).
- 18 листопада — 60 років від дня народження українського інженер-винахідника, підприємця Мирослава Білика (нар. 1959).
- 7 грудня — 120 років від дня народження української письменниці Теклі Білецької (1899—1965).
- 11 грудня — 130 років від дня народження українського громадсько-політичного та церковного діяча, науковця, журналіста, видавця Миколи Чубатого (1889—1975).
- 15 грудня — 70 років від дня народження українського художника Юрія Федорова (нар. 1949).
- 120 років від дня народження українського громадського діяча Осипа Лень (1899—1987).
- 120 років від дня народження українського вченого у галузі хірургії, доктора медичних наук, професора Феодосія Гуляницького (1899—1976).